# Uziel Gal

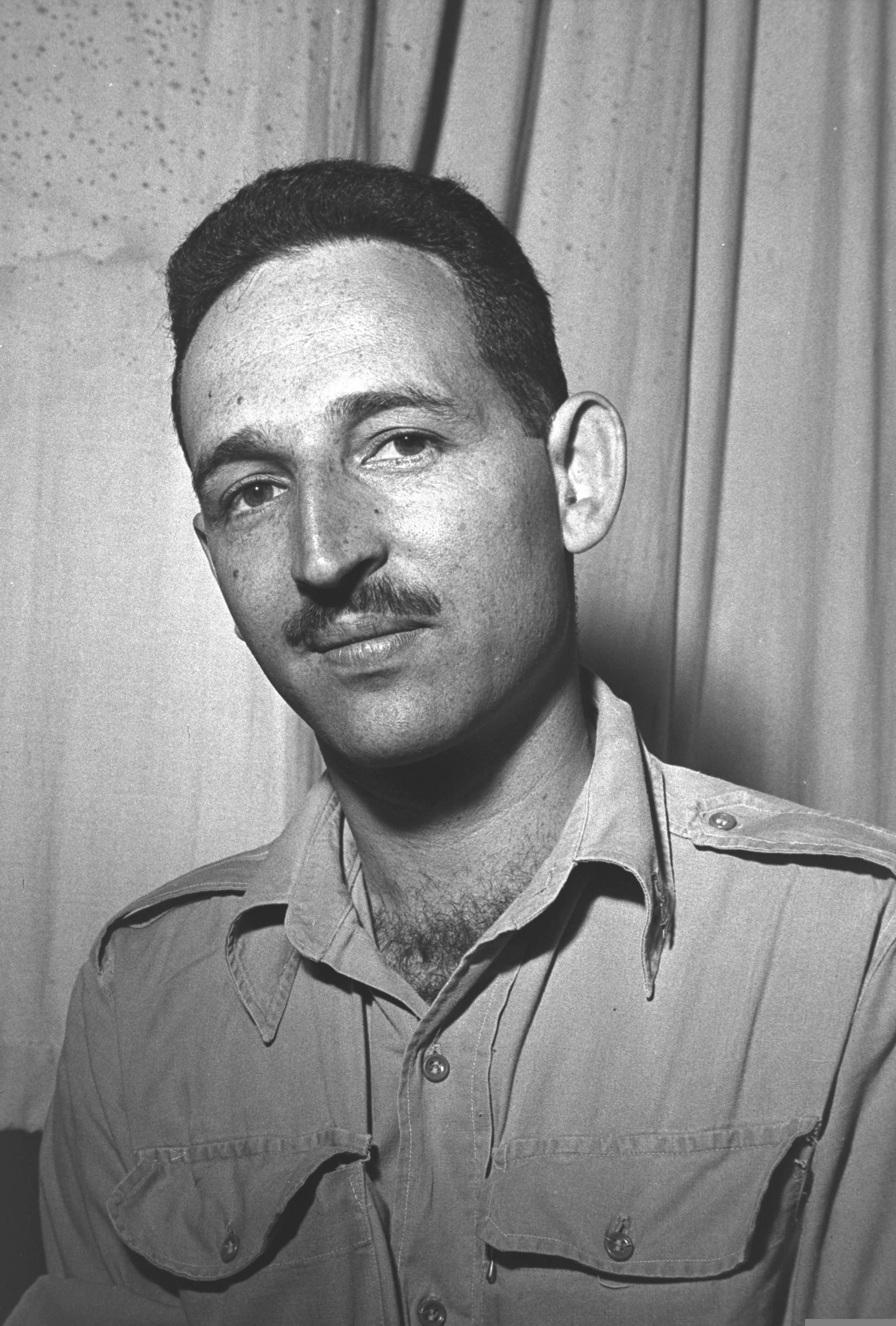
Uziel Gal, 1953

Uziel "Uzi" Gal (Hebreeuws: עוזיאל "עוזי" גל), geboren als Gotthard Glas (Weimar (Duitsland), 15 december 1923 - Philadelphia (Verenigde Staten), 7 september 2002), was een Israëlische ontwerper van vuurwapens. Hij wordt herinnerd als de ontwerper en naamgever van het Uzi-machinepistool.
Toen het nationaalsocialisme aan de macht kwam in Duitsland in 1933, verhuisde Gal met zijn familie naar Groot-Brittannië. Drie jaar later trok hij naar Yagur in het Karmelgebergte, een van de grotere kibboetsen in het Brits Mandaat Palestina, waar hij het grootste deel van zijn leven zou doorbrengen. Hier veranderde hij ook zijn naam in het Hebreeuwse Uziel Gal. In 1943 werd hij op de collectieve boerderij gearresteerd wegens illegaal wapenbezit. Hij werd veroordeeld tot zes jaar gevangenisstraf, maar kwam na minder dan drie jaar in 1946 vrij.
Gal begon met het ontwerpen van machinepistolen in 1948, kort na de Israëlische Onafhankelijkheidsoorlog. In 1951 won hij een ontwerpwedstrijd met zijn wapen, waarna het werd opgenomen in de standaarduitrusting van het Israëlische defensieleger. Toen kreeg het model officieel de naam Uzi. Gal wilde niet dat zijn naam aan zijn uitvinding werd verbonden maar zijn protest werd genegeerd. Hij had ook eigenlijk orthopedisch chirurg willen worden, maar de gereserveerde Gal had meer verstand van wapens. In 1955 kreeg hij de militaire onderscheiding Tzalash HaRamatkal en in 1958 was hij de eerste ontvanger van de Israel Security Award, hem persoonlijk uitgereikt door de Israëlische premier Ben-Gurion.
In 1975 stapte Gal uit het leger, en het volgende jaar verhuisde hij naar Philadelphia in de Verenigde Staten, waar zijn 15-jarige dochter Tamar, die leed aan een hersenbeschadiging, een speciale behandeling kon krijgen voor haar ziekte. Zij overleed in 1984.
Aan het begin van de jaren 1980 werkte Gal nog mee aan de ontwikkeling van het Ruger MP9-machinepistool.
Gal bleef actief als ontwerper van vuurwapens totdat hij in 2002 op 78-jarige leeftijd overleed aan kanker. Zijn vrouw overleed in 1998. Hij werd overleefd door zijn zoon Iddo.